# Colletes kansensis
Colletes kansensis là một loài Hymenoptera trong họ Colletidae. Loài này được Stephen mô tả khoa học năm 1954.